# Estatuilla de Padiiset
La estatuilla de Padiiset o estatuilla de Pateese, también descrita como la estatua de un visir usurpada por Padiiset, es una estatuilla de basalto encontrada en 1894 en el Delta del Nilo que incluye una inscripción relativa al comercio entre Canaán y el Antiguo Egipto durante el tercer periodo intermedio. La adquirió Henry Walters en 1928 y se expone actualmente en el Walters Art Museum.
Se trata de la última referencia egipcia conocida a Canaán, más de 300 años posterior a la inscripción anterior conocida. La inscripción también menciona Filistea (Peleset) como un lugar diferenciado, y se ha visto en esta mención una comprobación externa de que los filisteos todavía hablarían en esa fecha filisteo, una lengua diferenciada del resto de lenguas cananeas.
La estatuilla está hecha de basalto negro y mide 30,5 x 10,25 x 11, cm. Se realizó en el reino medio para conmemorar el gobierno de un visir. Se cree que un milenio más tarde, la inscripción original se borró y se reemplazó con las inscripciones de la parte frontal y posteriores que representan a «Pa-di-iset, hijo de Apy» y honran a los dioses Osiris, Horus e Isis.
Las inscripciones dicen:

Ka de Osiris: Pa-di-iset, el justo, hijo de Apy. 
 El único renombrado, el imparcial enviado/comisionado/mensajero de/para Canaán de/para Peleset, Pa-di-iset, hijo de Apy.